# Nagercoil
Nagercoil (Tamil: நாகர்கோவில் Nākarkōvil [ˈnaːɡərkoːʋil]) ist eine Handels- und Industriestadt im südindischen Bundesstaat Tamil Nadu. Sie ist Hauptstadt des Distriktes Kanyakumari. In der Stadt leben rund 225.000 Einwohner (Volkszählung 2011), vorwiegend Hindus und Christen. Tamil und Malayalam sind die wichtigsten Umgangssprachen.
Nagercoil liegt in der Tiefebene zwischen den südlichen Ausläufern der Westghats und der Küste des Indischen Ozeans, nur 16 Kilometer nordwestlich von Kap Komorin, dem südlichsten Punkt des indischen Festlandes. Damit ist es die südlichste Großstadt Indiens. Die nächstgelegene Großstadt ist die keralesische Hauptstadt Thiruvananthapuram rund 65 Kilometer nordwestlich von Nagercoil. Durch Nagercoil fließt der Fluss Palayaru.
Nagercoil war früher als Kottar bekannt. Der heutige Name leitet sich von einem ehemaligen Jaina-Heiligtum her, dem Nagaraja-Tempel. Der Tempel, dessen Name wörtlich „Herr der Schlangen“ bedeutet (vgl. Naga), ist heute ein hinduistisches Heiligtum. Im Mittelalter stand Nagercoil unter der Herrschaft der Chera, Chola und Pandya. Im 18. Jahrhundert versuchten die Niederländer die Gegend um Nagercoil zu kolonisieren, wurden aber 1741 in der Schlacht von Colachel von den Truppen des keralesischen Königreiches Travancore besiegt. Bis zur Unabhängigkeit Indiens im Jahre 1947 blieb Nagarcoil formal ein Teil Travancores, das aber ab dem Ende des 18. Jahrhunderts unter der Oberhoheit der Britischen Ostindien-Kompanie bzw. ab 1858 Britisch-Indiens stand. Nach der Unabhängigkeit gehörte die Stadt zum Bundesstaat Travancore-Cochin. Auf Grund ihrer überwiegend tamilischen Bevölkerung wurde sie jedoch 1956 dem neu gegründeten Bundesstaat Madras (heute Tamil Nadu) zugeteilt.
Nagercoil ist ein bedeutendes regionales Handelszentrum für landwirtschaftliche Erzeugnisse aus der fruchtbaren Umgebung. Auch die Industrie stützt sich auf die Verarbeitung landwirtschaftlicher Produkte, besonders Kautschuk, Baumwolle, Kokosfasern und Nahrungsmittel. 61 Prozent der Einwohner Nagercoils sind Hindus. Daneben gibt es eine größere Minderheit von Christen (30 Prozent) und eine kleinere muslimische Minderheit (9 Prozent). Die Stadt ist Sitz des römisch-katholischen Bistums Kottar sowie des Bistums Kanyakumari der anglikanischen Church of South India. Die katholische Kathedrale soll auf das Jahr 1600 zurückgehen. Sie ist dem Heiligen Franz Xaver geweiht, der im 16. Jahrhundert in der Gegend von Nagercoil wirkte und birgt auch das Grab des seliggesprochenen Märtyrers Devasahayam Pillai. Die Hauptsprache ist, wie in ganz Tamil Nadu, das Tamil, das von 98 Prozent der Bevölkerung als Muttersprache gesprochen wird.

## Klimatabelle
|                        | Jan  | Feb | Mär | Apr  | Mai  | Jun | Jul | Aug | Sep  | Okt  | Nov  | Dez |   |      |
| Mittl. Temperatur (°C) | 27,5 | 28  | 29  | 29,5 | 29,5 | 28  | 27  | 27  | 27,5 | 27,5 | 27,5 | 27  | ⌀ | 27,9 |
| Mittl. Tagesmax. (°C)  | 31   | 31  | 32  | 32   | 32   | 30  | 29  | 29  | 30   | 30   | 30   | 30  | ⌀ | 30,5 |
| Mittl. Tagesmin. (°C)  | 24   | 25  | 26  | 27   | 27   | 26  | 25  | 25  | 25   | 25   | 25   | 24  | ⌀ | 25,3 |
|                        |      |     |     |      |      |     |     |     |      |      |      |     |   |      |
| Sonnenstunden (h/d)    | 9    | 9   | 10  | 9    | 8    | 7   | 7   | 8   | 8    | 7    | 7    | 7   | ⌀ | 8    |
|                        |      |     |     |      |      |     |     |     |      |      |      |     |   |      |
| Wassertemperatur (°C)  | 28   | 28  | 29  | 30   | 30   | 28  | 27  | 27  | 28   | 28   | 29   | 28  | ⌀ | 28,3 |
|                        |      |     |     |      |      |     |     |     |      |      |      |     |   |      |
| Luftfeuchtigkeit (%)   | 66   | 66  | 66  | 70   | 73   | 78  | 80  | 79  | 77   | 77   | 77   | 70  | ⌀ | 73,3 |

| 24 |

| 25 |

| 26 |

| 27 |

| 27 |

| 26 |

| 25 |

| 25 |

| 25 |

| 25 |

| 25 |

| 24 |

| 24 |

| 25 |

| 26 |

| 27 |

| 27 |

| 26 |

| 25 |

| 25 |

| 25 |

| 25 |

| 25 |

| 24 |

## Bilder

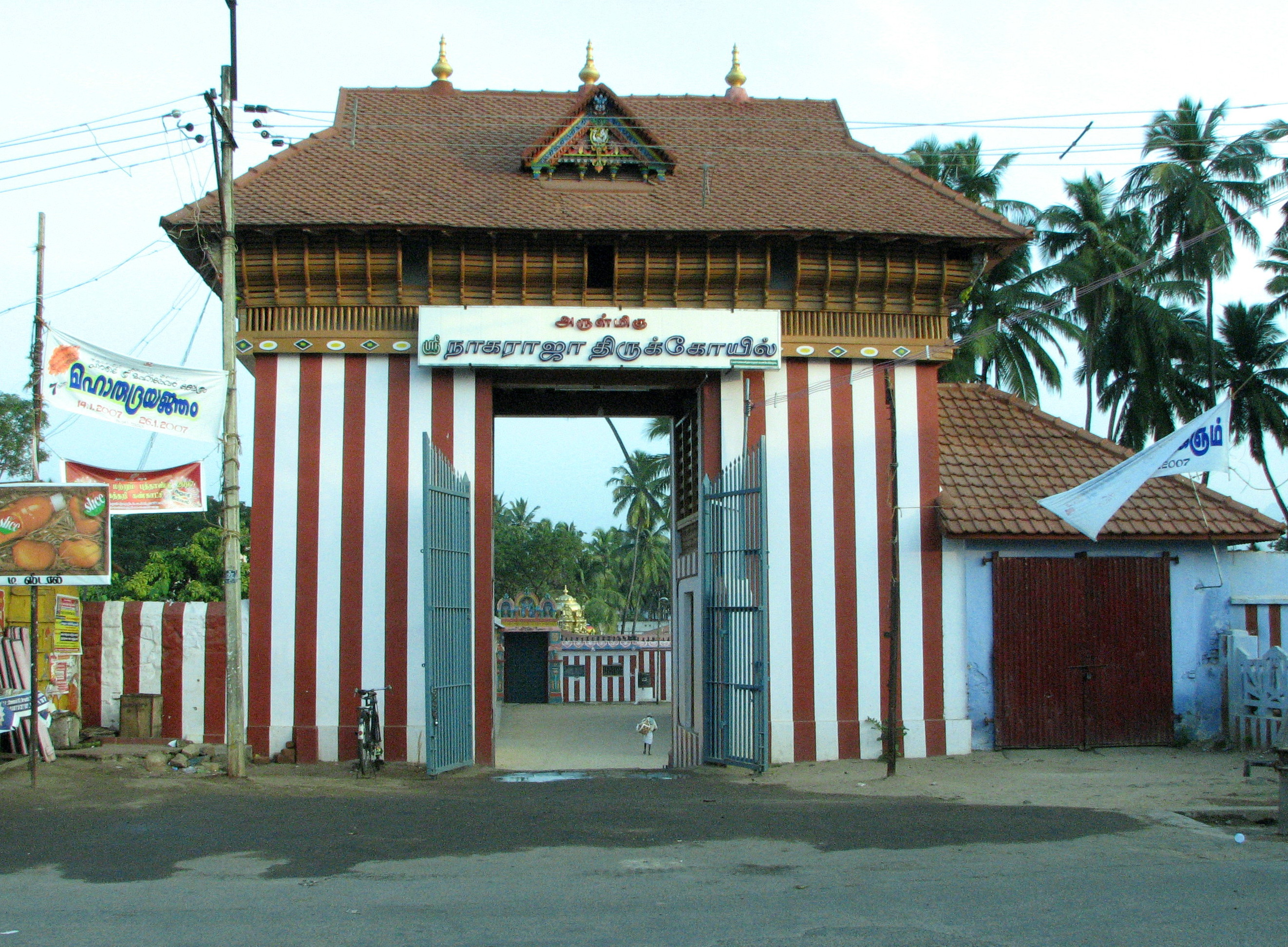
Eingang zum Nagaraja-Tempel
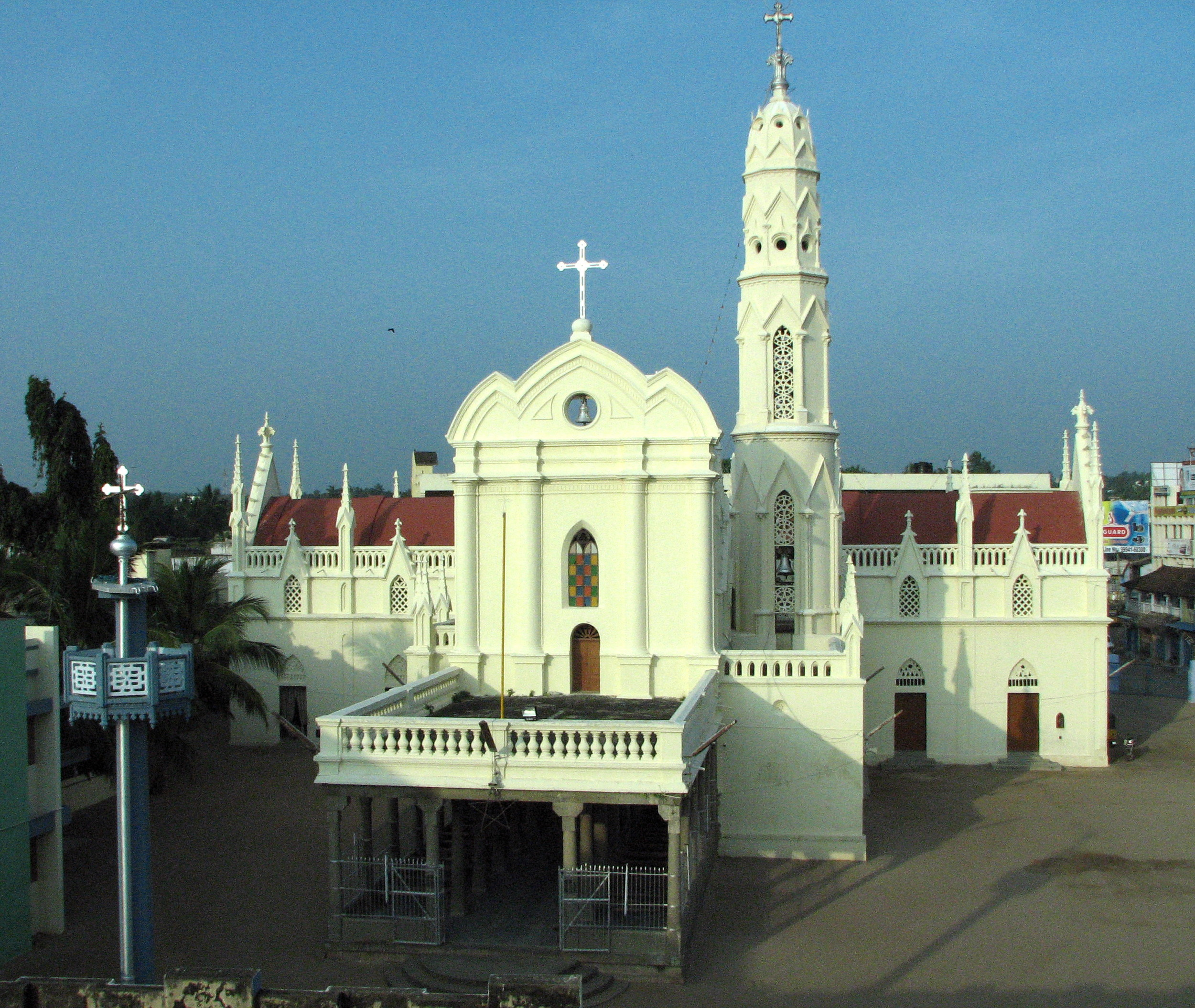
St.-Xaver-Kirche in Nagercoil